# Bodorgan

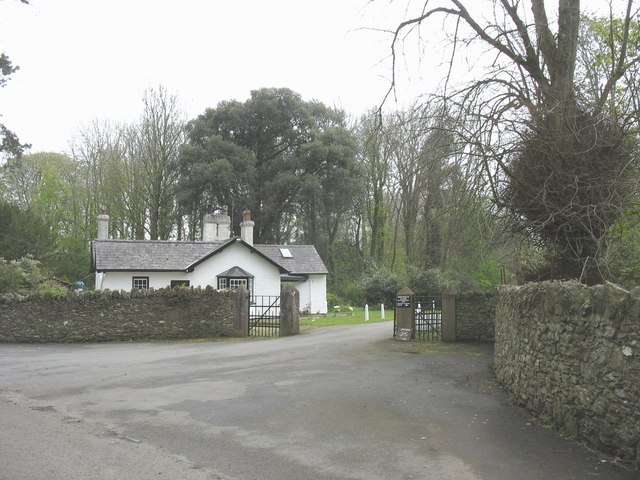
Bodorgan Hall

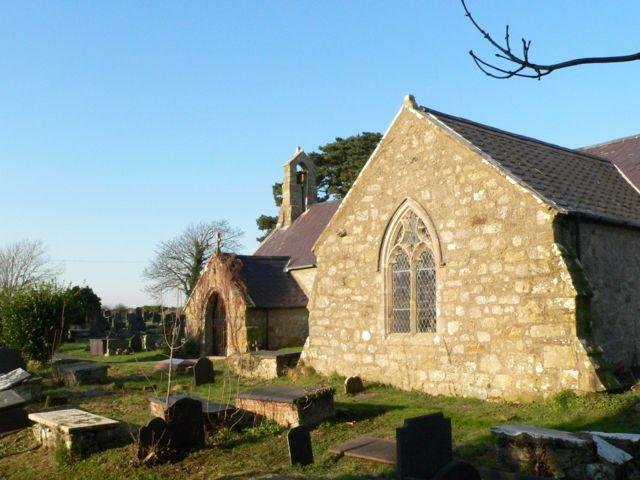
La chiesa di San Beuno, nella comunità di Bodorgan

Bodorgan è un villaggio con status di comunità (community) del Galles nord-occidentale, situato nell'isola e contea di Anglesey. L'intera community conta una popolazione di circa 900 abitanti.

## Geografia fisica
La community di Bodorgan si estende lungo la costa sud-occidentale dell'isola di Anglesey.
Il villaggio di Bodorgan si trova nell'interno ed è situato lungo il corso del fiume Cefni, che pochi chilometri più in là sfocia nel Mare d'Irlanda.

## Monumenti e luoghi d'interesse

### Architetture religiose

#### Chiesa di San Beuno
Nella comunità di Bodorgan, segnatamente nel villaggio di Trefdraeth, si trova una chiesa dedicata a san Beuno, risalente al XIII secolo.

### Architetture civili

#### Bodorgan Hall
Altro edificio d'interesse è Bodorgan Hall, una residenza realizzata nella forma attuale tra il 1779 e il 1782 su progetto dell'architetto John Cooper e per volere di Owen Putland Meyrick.
A Bodorgan Hall trascorse i primi mesi di vita il principe George di Cambridge (nato nel 2013), figlio di William, duca di Cambridge e di Kate Middleton.

## Società

### Evoluzione demografica
Nel 2019, la popolazione stimata della community di Bodorgan  era pari a 922 abitanti, di cui 477 erano donne e 445 erano uomini.
La popolazione al di sotto dei 18 anni era stimata in 123 unità (di cui 65 erano i bambini al di sotto dei 10 anni), mentre la popolazione dai 60 anni in su era stimata in 315 unità (di cui 102 erano le persone dagli 80 anni in su).
La community ha conosciuto solo un lieve decremento demografico rispetto al 2011, quando la popolazione censita era pari a 921 unità (dato che però era in rialzo rispetto al 2001, quando la popolazione censita era pari a 900 unità).

## Cultura

### Musei
- Taid Taclo, the Anglesey Transport and Agriculture Museum[7]

## Geografia antropica

### Suddivisioni amministrative
Villaggi della comunità di Bodorgan
- Bodorgan
- Malltraeth[7]
- Trefdraeth[3]